# Eddie Van Halen
Eddie Van Halen, właśc. Edward Lodewijk Van Halen (ur. 26 stycznia 1955 w Amsterdamie, zm. 6 października 2020 w Santa Monica) – amerykański gitarzysta-wirtuoz i klawiszowiec rockowy pochodzenia holenderskiego, jeden z założycieli zespołu hardrockowego Van Halen (do 1974 pod nazwą Mammoth).
W 2003 został sklasyfikowany na 70., a w 2011 na 8. miejscu listy 100 najlepszych gitarzystów wszech czasów magazynu Rolling Stone. Z kolei w 2004 roku muzyk został sklasyfikowany na 5. miejscu listy 100 najlepszych gitarzystów heavymetalowych wszech czasów magazynu Guitar World.

## Młodość
Eddie Van Halen pochodził z muzykalnej rodziny. Jego ojciec, Jan Van Halen, grał na klarnecie i to właśnie za jego namową Edward rozpoczął naukę gry na fortepianie. W 1968 rodzina przeprowadziła się z Holandii do Pasadeny w stanie Kalifornia, północnego przedmieścia Los Angeles. Początkowo pracował jako roznosiciel gazet. Bracia Van Halen nie przepadali za muzyką poważną, toteż postanowili rozpocząć naukę gry na bardziej popularnych instrumentach. Eddie wybrał perkusję, a jego brat Alex, gitarę. Szybko okazało się jednak, że Alex Van Halen posiada dużo większe predyspozycje do gry na perkusji. Dlatego też zdecydowali się na zamianę. Profesjonalne lekcje gry pobierał przez dwa lata. Resztę swojej techniki wypracował podczas samodzielnych ćwiczeń. Szczególnie upodobał sobie muzykę Erica Claptona i Jimiego Hendrixa.

## Kariera
Po ukończeniu liceum grał w różnych lokalnych grupach. Trudnił się wokalem, do czasu gdy bracia Van Halen zlecili to zadanie Davidowi Lee Rothowi – wokaliście lokalnego zespołu The Red Ball Jets. Po pewnym czasie przekonali Davida, aby ten wstąpił do ich zespołu. Roth zgodził się i tak został uformowany zespół Mammoth. Następnie do zespołu zwerbowano Michaela Anthony’ego – basistę i wokalistę zespołu Snake, pochodzącego z Chicago. Tak zakończył się początkowy etap formowania składu zespołu, w którym grał Eddie Van Halen.

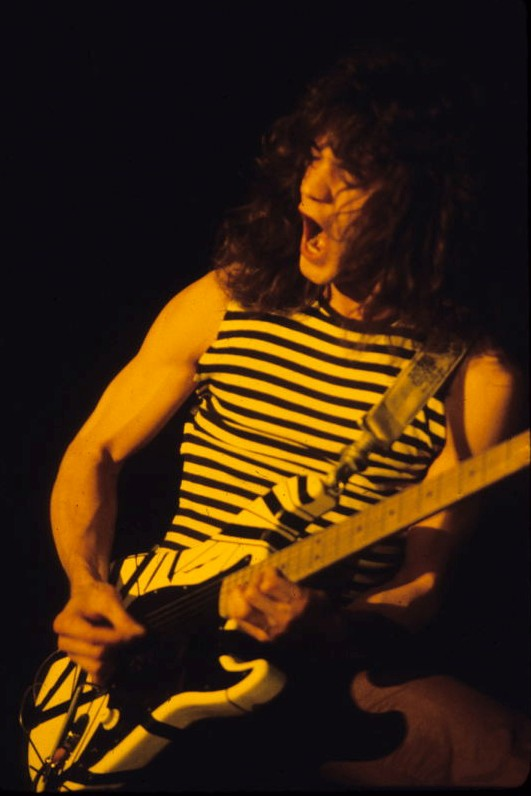
Eddie Van Halen na koncercie w New Haven (1977)

Kiedy w 1985 Roth zdecydował się odejść z zespołu, aby rozpocząć solową karierę, bracia Van Halen zaproponowali funkcję wokalisty Sammy’emu Hagarowi. Hagar radził sobie bardzo dobrze w solowej karierze, głównie za sprawą swego największego solowego hitu „I Can’t Drive 55”. Na wspólnej próbie Eddie Van Halen zagrał kawałek, nad którym właśnie pracował, a Sam zaczął improwizować. Większość tego tekstu pozostała utrwalona na „Summer Nights”. Pierwszy wspólny album z Hagarem to 5150, który sprzedaje się najlepiej z całej dotychczasowej dyskografii grupy. Każdy z następnie wydawanych albumów stał się multiplatynowym. Idyllę przerwały tylko komunikaty mediów donoszące o kłopotach Eddiego Van Halen z alkoholem i narkotykami. Po ukończeniu nagrań do filmu Twister oraz albumu The Best Of, zespół ponownie został bez wokalisty, gdyż z ponownej współpracy z Rothem nic nie wyszło.

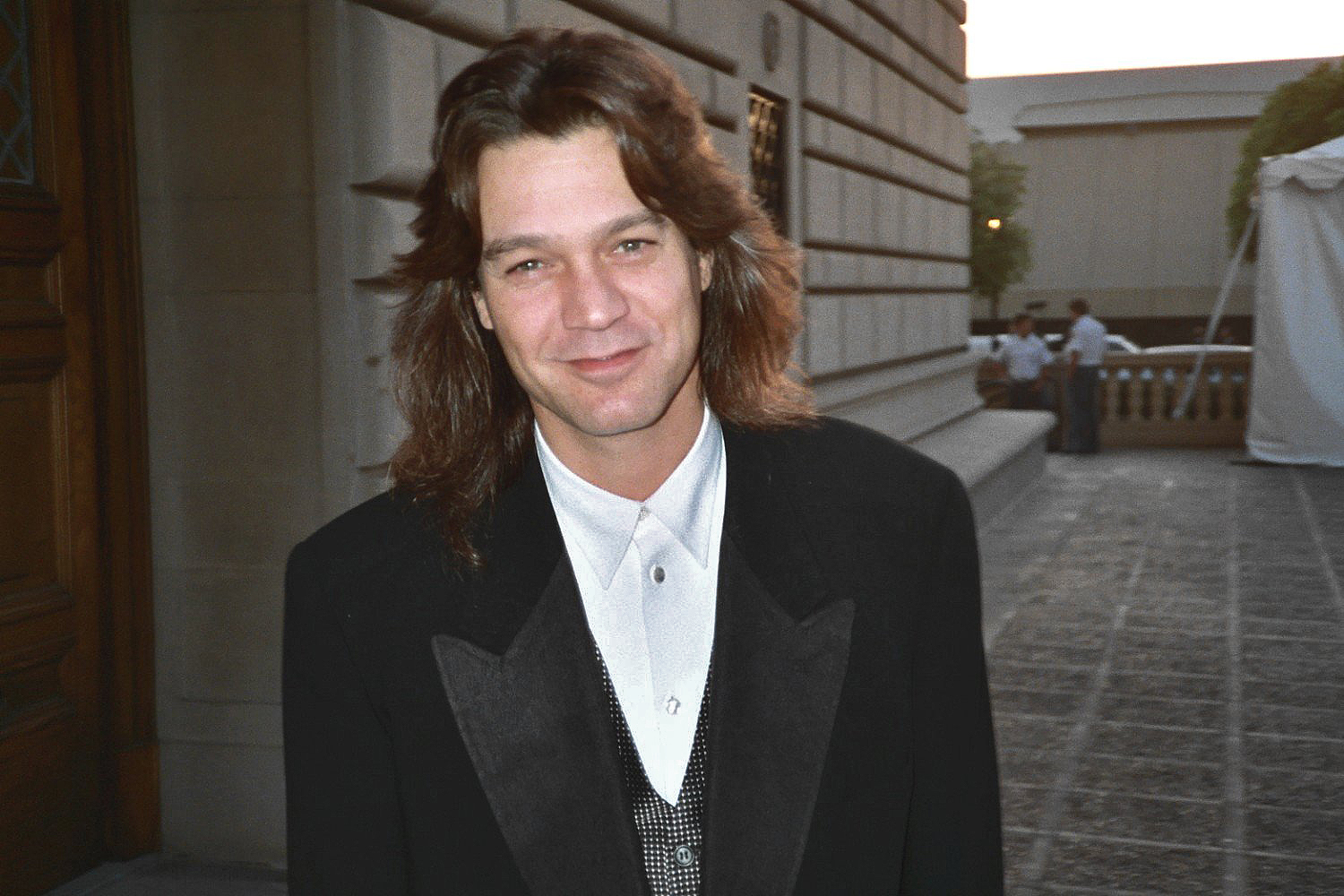
Eddie Van Halen podczas Emmy Awards (1993)

W 1997 do zespołu dołączył wokalista grupy Extreme, Gary Cherone. Cherone to postać zdecydowanie odmienna od Rotha i Hagara. Przejawia się to w albumie Van Halen 3, trudnym w odbiorze. W 1999 Cherone odszedł z zespołu. 
W kwietniu 2004 wokalistą ponownie został Sammy Hagar, aby ponownie odejść w 2006. Eddie Van Halen i Sammy Hagar przez kolejne lata nie pałali do siebie sympatią, ale jak przyznał Hagar, przed śmiercią Eddiego zdążyli się pogodzić.
Na trasy koncertowe w 2007 powrócił David Lee Roth. W marcu 2007 Eddie Van Halen udał się na odwyk alkoholowy, który trwał do maja 2007. Zmienił się całkowicie jego wygląd – obciął włosy, zafarbował je na blond, opalił się. W fanach na całym świecie znów odżyła nadzieja na udany powrót Van Halen. Legendarny zespół powrócił na scenę wraz z nowym basistą Wolfgangiem (synem Eddiego) oraz pierwotnym wokalistą, Rothem. Zainteresowanie koncertami było ogromne, o czym świadczy przychód z owej trasy wynoszący 93 mln dolarów za 74 koncerty w USA i Kanadzie.

## Życie prywatne
11 kwietnia 1981 ożenił się z aktorką Valerie Bertinelli (rozwiedli się w 2007). Ma z nią syna Wolfganga (ur. 16 marca 1991), basistę rockowego.
Muzyk zmagał się z wieloma problemami zdrowotnymi (m.in. rakiem języka i mielodysplazją szpiku). Towarzyszył mu także rak płuca. Zmarł w wyniku udaru mózgu w wieku 65 lat. 

## Technika gry

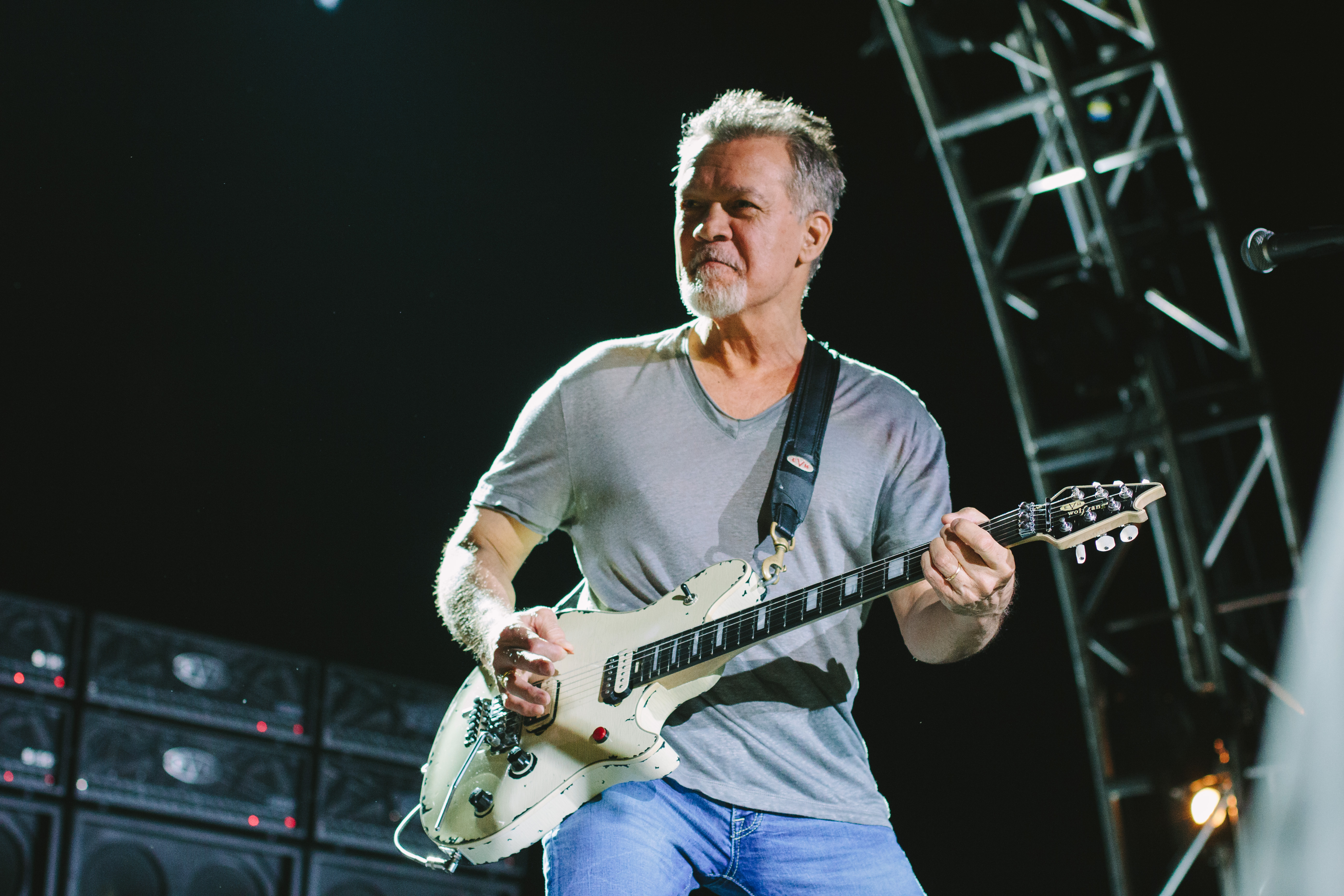
Eddie Van Halen podczas koncertu (2014)

Eddiemu Van Halen udało się osiągnąć renomę głównie dzięki rozpowszechnieniu tappingu, techniki gry zapoczątkowanej na gitarze przez gitarzystę Steve’a Hacketta, jeszcze jako instrumentalisty Genesis.
Następnie zaczął imponować światu swoimi możliwościami. Utwór „Cathedral” brzmieniem przypomina klawisze. Eddie Van Halen wydobywał dźwięki z gitary lewą ręką uderzając palcami w struny na gryfie (tzw. „hammer-on”), zaś prawą kontrolował potencjometr głośności. Gitarzysta używał rozmaitego sprzętu: wliczając w to gitary marki Kramer, Gibson, Music Man i dedykowaną serię marki Peavey, nazwanej EVH „Wolfgang”. Łączna suma gitar w jego studiu to ponad 650 sztuk. Artysta sam dokonywał zmian i przeróbek, eksperymentując z dźwiękiem. Zapytany o to czy grywa w domu na gitarze, odpowiadał stanowczo przecząco. Wszelkie próby odbywają się w studiu – sławnym 5150. Ed był również uważany za dobrego keyboardzistę: „Ludzie mówili mi: Nie możesz grać na klawiszach, jesteś przecież gitarzystą! No i właśnie wtedy napisałem „Jump” „. Van Halen tworzył też utwory na gitarę akustyczną, z których najsławniejszy to „Spanish Fly”. Jego partie solowe zaliczane są do najlepszych na świecie, np. ta podczas trasy koncertowej promującej album 5150 w New Haven z 1986. „Eruption” przez wielu uważana jest za gitarową solówkę wszech czasów. Mimo upływających lat, gitarzysta mógł szczycić się mianem jednego z najszybciej grających gitarzystów na świecie. Przez całe lata 80. trudno było nie zauważyć wpływu muzyki Van Halen na innych wykonawców. W 2007 wraz z aktualnymi i byłymi członkami zespołu: Sammy Hagarem, Davidem Lee Rothem, Michaelem Anthonym i Alexem Van Halenem został wprowadzony do Rock and Roll Hall of Fame. Ceremonii wprowadzenia przewodniczyli muzycy z Velvet Revolver.

## Instrumentarium

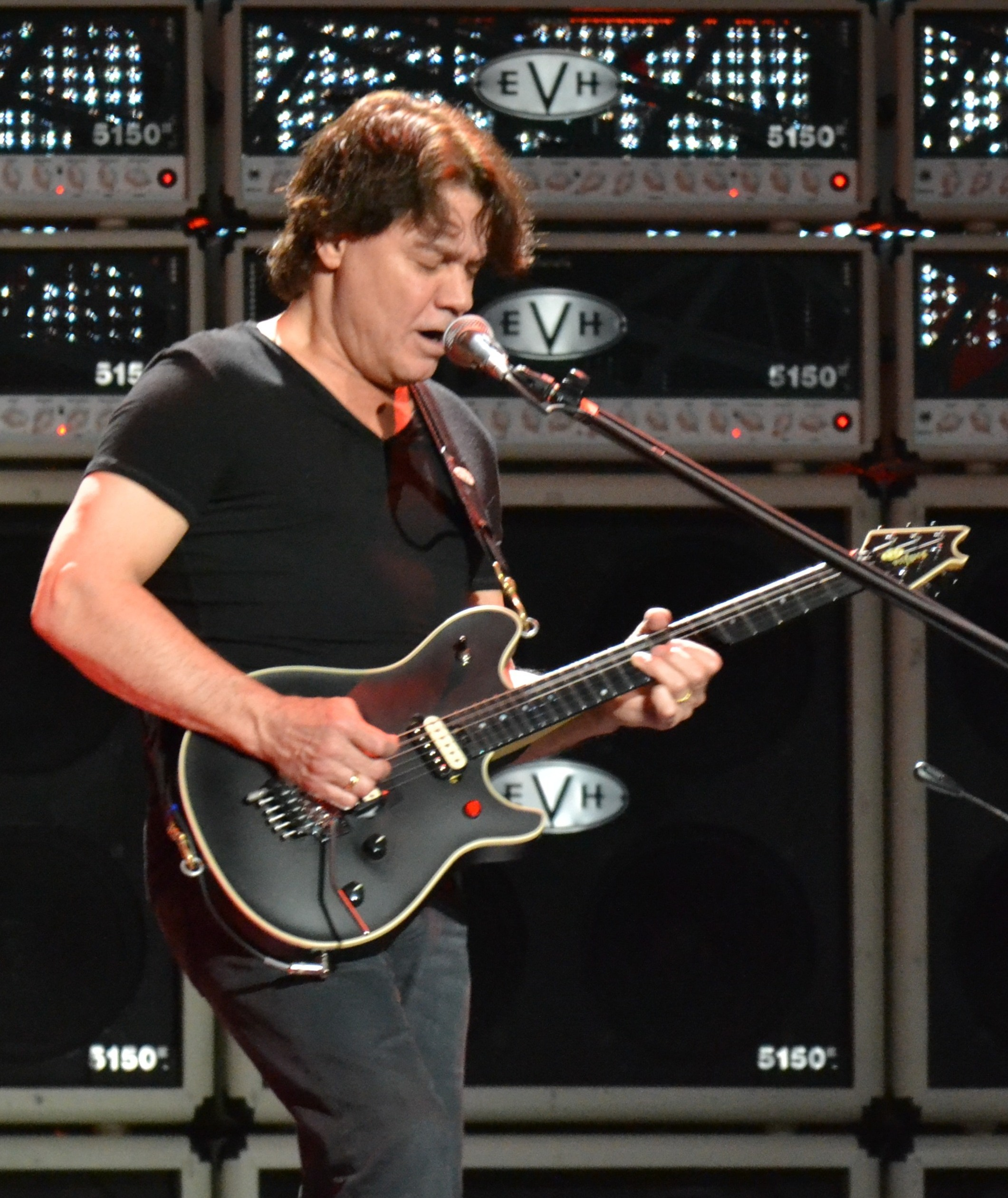
Eddie Van Halen używający wzmacniaczy EVH 5150.

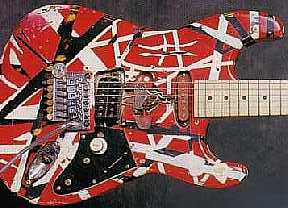
Frankenstrat – gitara Eddiego Van Halena

| Gitary - The EVH Wolfgang - The Frankenstein - Charvel - Kramer - Ernie Ball / Musicman - Peavey Wolfgang - Steinberger TransTrem - Ibanez Destroyer - Fender Strats and Telecasters - Gibson 1958 Korina wood Flying V - Gibson 6/12 string double neck - Coral Sitar - EVH D-Tuna Drop D tuning system Wzmacniacze i kolumny głośnikowe - Marshall 100-watt Super Lead - Soldano SLO-100 - Peavey 5150 - Peavey 5150 II - Peavey 6505 and 6505+ - EVH 5150 III amp head - EVH 5150 III 4x12” cabs - Celestion 12” G12EVH Eddie Van Halen Speakers | Struny gitarowe - 9-11-15-24-32-40 Ernie Ball custom Efekty gitarowe - Boss OC-2 Octave - Boss SD-1 Super Overdrive - Custom Audio Electronics RS-10 Midi Foot Controller - Dunlop Eddie Van Halen Signature Wah - Dunlop Original CryBaby Wah Pedal - MXR EVH Phase 90 Phaser - MXR EVH-117 Stereo Flanger - MXR Custom Smart Gate Pro - Line 6 Echo Pro - Peavey Delta Stomp - Demeter Tremulator - Custom Audio Electronics Amp Selector / Router - Eventide H3000/3500 Harmonizer - H&H V800 Power Amplifier - Lexicon PCM-70 Reverb - Palmer Speaker Simulator - Rockman Smart Gate Noise Gate - Roland SDE-3000 Digital Delay - Furman Power Conditioner |

## Dyskografia

### Albumy studyjne
| Van Halen                     | - Data: 10 lutego 1978 - Wydawca: Warner Bros.   | 19 | 18 | 17  | 34 | –  | - USA: diamentowa płyta - CAN: 4x platynowa płyta   |
| Van Halen II                  | - Data: 23 marca 1979 - Wydawca: Warner Bros.    | 6  | 15 | 68  | 23 | 24 | - USA: 5x platynowa płyta - CAN: 2x platynowa płyta |
| Women and Children First      | - Data: 26 marca 1980 - Wydawca: Warner Bros.    | 6  | 12 | 128 | 15 | 19 | - USA: 3x platynowa płyta - CAN: 2x platynowa płyta |
| Fair Warning                  | - Data: 29 kwietnia 1981 - Wydawca: Warner Bros. | 5  | 11 | 97  | 49 | 37 | - USA: 2x platynowa płyta - CAN: platynowa płyta    |
| Diver Down                    | - Data: 14 kwietnia 1982 - Wydawca: Warner Bros. | 3  | 5  | 79  | 36 | 65 | - USA: 4x platynowa płyta - CAN: platynowa płyta    |
| 1984                          | - Data: 9 stycznia 1984 - Wydawca: Warner Bros.  | 2  | 1  | 11  | 15 | 11 | - USA: diamentowa płyta - CAN: 5x platynowa płyta   |
| 5150                          | - Data: 26 marca 1986 - Wydawca: Warner Bros.    | 1  | 2  | 5   | 16 | 11 | - USA: 6x platynowa płyta - CAN: 3x platynowa płyta |
| OU812                         | - Data: 24 maja 1988 - Wydawca: Warner Bros.     | 1  | 1  | 9   | 12 | 12 | - USA: 4x platynowa płyta                           |
| For Unlawful Carnal Knowledge | - Data: 17 czerwca 1991 - Wydawca: Warner Bros.  | 1  | 4  | 5   | 12 | 6  | - USA: 3x platynowa płyta - CAN: platynowa płyta    |
| Balance                       | - Data: 24 stycznia 1995 - Wydawca: Warner Bros. | 1  | 2  | 9   | 8  | 8  | - USA: 3x platynowa płyta - CAN: 3x platynowa płyta |
| Van Halen III                 | - Data: 17 marca 1998 - Wydawca: Warner Bros.    | 4  | 4  | 8   | 43 | 13 | - USA: złota płyta                                  |
| A Different Kind of Truth     | - Data: 7 lutego 2012 - Wydawca: Interscope      | 2  | 3  | 4   | 6  | 8  | - CAN: złota płyta                                  |
| „–” album nie był notowany.   |                                                  |    |    |     |    |    |                                                     |

### Albumy koncertowe
| Live: Right Here, Right Now | - Data: 22 lutego 1993 - Wydawca: Warner Bros. | 5  | 15 | 7  | 24 | 30 | - USA: 2x platynowa płyta - CAN: złota płyta |
| Tokyo Dome Live in Concert  | - Data: 31 marca 2015 - Wydawca: Warner Bros.  | 20 | –  | 67 | 74 | 64 |                                              |
| „–” album nie był notowany. |                                                |    |    |    |    |    |                                              |

### Kompilacje
| The Best Of: Volume I       | - Data: 22 października 1996 - Wydawca: Warner Bros. | 1 | 1 | 11 | 45 | 7  | - USA: 3x platynowa płyta - CAN: 2x platynowa płyta |
| The Best of Both Worlds     | - Data: 20 lipca 2004 - Wydawca: Warner Bros.        | 3 | 2 | 31 | 15 | 28 | - USA: platynowa płyta                              |
| „–” album nie był notowany. |                                                      |   |   |    |    |    |                                                     |

### Albumy wideo
| Tytuł                       | Dane dot. albumu                                     | Certyfikat                |
| --------------------------- | ---------------------------------------------------- | ------------------------- |
| Live Without a Net          | - Data: 1987 - Wydawca: Warner Bros.                 | - USA: 2x platynowa płyta |
| Live: Right Here, Right Now | - Data: 23 stycznia 1993 - Wydawca: Warner Bros.     | - USA: złota płyta        |
| Video Hits Volume I         | - Data: 29 października 1996 - Wydawca: Warner Bros. | - USA: złota płyta        |

### Inne
- 1993 – The Inside Track (oraz David Lee Roth)[33]

#### Występował gościnnie na albumach
- Star Fleet Project, Briana Maya
- Steve’a Lukathera
- Michaela Jacksona

## Książki
- Guitar World Presents Van Halen: Eddie Van Halen In His Own Words, Guitar World, 2010[34]